# Thai Global Network
Thai TV Global Network war das thailändische Auslandsfernsehen, mit Sitz in Phaya Thai, einem Khet (Bezirk) von Bangkok, das über Satellit weltweit empfangen werden konnte. Kontrolliert wurde TGN vom thailändischen Heer, das in Thailand auch das Inlandsprogramm Thai TV5 betreibt. In Europa war Thai Global Network über Eutelsat Hot Bird 13B 13° Ost zu empfangen. Das Programm richtete sich vor allem an im Ausland lebende Thailänder, es gab aber auch Sendungen in englischer Sprache. Es wurden Spielshows, Hofberichterstattung (Königshaus der Chakri-Dynastie), Nachrichten, thailändische Musikvideos, Seifenopern, Kochunterricht (z. T. auf Englisch) sowie eine ausführliche Berichterstattung vom Thaiboxen (Muay Thai) gezeigt.
Der Sendebetrieb wurde zum 10. Januar 2023 eingestellt.

## Empfang
Thailand
- Satellitenempfang über Thaicom 5
  - C-Band und Ku-Band
- Kabelbetreiber in Thailand
  - UBC Kanal 179
  - rund 500 Kabelbetreiber als Mitglied der Thailand Cable TV Association
  - Unabhängige Kabelnetze

Weltweit
- Satellitenempfang (DVB-S)
  - Europa: Hotbird 13° Ost 12322 H[1]
- Verschiedene Kabelnetzbetreiber in einigen Ländern (DVB-C)
- Streaming Media

## Geschichte
Bereits im Jahr 1996 gab es in Europa einen thailändischen Auslandssender, der über Satellit empfangen werden konnte, den Pay-TV-Sender Thai Wave. Dieser sendete zu Beginn vor allem thailändische Videoclips sowie Nachrichten und Seifenopern aus Thailand. Die Sendezeit war täglich von 20 Uhr bis 4 Uhr. Vermarktet wurde das Programm in Europa von THAI WAVE International Broadcasting Co. Ltd., Hauptstr. 100, 76461 Muggensturm. Der von Thaiwave verwendete analoge Dekoder ein F Sagem Syster G1 Decoder aus dieser Zeit war mit dem von Premiere und Canal+ identisch, auffallend war der „weiße Schlüssel“, den man in den Dekoder stecken musste, um das Programm zu dekodieren. Nach ungefähr einem Jahr stellte Thai Wave den Betrieb ein, da die Nachfrage zu gering war. Daraufhin ging Thai TV Global Network auf einer neuen Satellitenposition und digital auf Sendung. Der Sitz des Senders war ebenso in Phaya Thai, einem Khet (Bezirk) von Bangkok und es wurde das Studio und Programminhalte von Thai TV5 genutzt.
- Eutelsat II-F3 16 Grad Ost – Thaiwave (encrypted/codiert, zeitweise „clear window“) Unterhaltung thai 11.163 H 20-4h 6,65 PAL